# Simhopp vid världsmästerskapen i simsport 2025 – Herrarnas 1 meter svikt
Herrarnas 1 meter svikt i simhopp vid världsmästerskapen i simsport 2025 avgjordes den 27 juli 2025 i OCBC Aquatic Centre i Singapore.

## Resultat
Kvalet startade klockan 09:02. Finalen startade klockan 17:32.
Grön bakgrund betyder att simhopparen gick vidare till finalen
| Placering | Simhoppare                        | Nationalitet            | Kval   | Kval      | Final            | Final            |
| Placering | Simhoppare                        | Nationalitet            | Poäng  | Placering | Poäng            | Placering        |
| --------- | --------------------------------- | ----------------------- | ------ | --------- | ---------------- | ---------------- |
| 1         | Zheng Jiuyuan                     | Kina                    | 428,00 | 1         | 443,70           | 1                |
| 2         | Osmar Olvera                      | Mexiko                  | 366,95 | 6         | 429,60           | 2                |
| 3         | Yan Siyu                          | Kina                    | 372,25 | 4         | 405,50           | 3                |
| 4         | Jordan Houlden                    | Storbritannien          | 407,45 | 2         | 405,15           | 4                |
| 5         | Jules Bouyer                      | Frankrike               | 370,15 | 5         | 390,15           | 5                |
| 6         | Moritz Wesemann                   | Tyskland                | 350,60 | 12        | 386,70           | 6                |
| 7         | Lorenzo Marsaglia                 | Italien                 | 381,30 | 3         | 383,70           | 7                |
| 8         | Gennadij Fokin                    | Neutrala idrottare B    | 359,75 | 8         | 381,00           | 8                |
| 9         | Lou Massenberg                    | Tyskland                | 357,80 | 10        | 360,45           | 9                |
| 10        | Jonathan Ruvalcaba                | Dominikanska republiken | 358,30 | 9         | 354,50           | 10               |
| 11        | Giovanni Tocci                    | Italien                 | 365,15 | 7         | 340,25           | 11               |
| 12        | Bohdan Tjyzjovskyj                | Ukraina                 | 351,00 | 11        | 316,40           | 12               |
| 13        | Liam Stone                        | Nya Zeeland             | 282,60 | 13        | Gick inte vidare | Gick inte vidare |
| 14        | Juan Celaya                       | Mexiko                  | 347,20 | 14        | Gick inte vidare | Gick inte vidare |
| 15        | Danylo Konovalov                  | Ukraina                 | 343,75 | 15        | Gick inte vidare | Gick inte vidare |
| 16        | Nick Harris                       | USA                     | 339,80 | 16        | Gick inte vidare | Gick inte vidare |
| 17        | Noah Penman                       | Storbritannien          | 337,05 | 17        | Gick inte vidare | Gick inte vidare |
| 18        | Matej Nevešćanin                  | Kroatien                | 334,40 | 18        | Gick inte vidare | Gick inte vidare |
| 19        | Kacper Lesiak                     | Polen                   | 334,35 | 19        | Gick inte vidare | Gick inte vidare |
| 20        | Frank Rosales                     | Kuba                    | 334,10 | 20        | Gick inte vidare | Gick inte vidare |
| 21        | Gwendal Bisch                     | Frankrike               | 332,55 | 21        | Gick inte vidare | Gick inte vidare |
| 22        | Donato Neglia                     | Chile                   | 238,00 | 22        | Gick inte vidare | Gick inte vidare |
| 23        | Max Liñan                         | Spanien                 | 325,60 | 23        | Gick inte vidare | Gick inte vidare |
| 24        | Mohamed Ahmed Farouk              | Egypten                 | 324,50 | 24        | Gick inte vidare | Gick inte vidare |
| 25        | Kang Min-hyuk                     | Sydkorea                | 324,00 | 25        | Gick inte vidare | Gick inte vidare |
| 26        | Hudson Skinner                    | Australien              | 318,00 | 26        | Gick inte vidare | Gick inte vidare |
| 27        | Andrzej Rzeszutek                 | Polen                   | 317,85 | 27        | Gick inte vidare | Gick inte vidare |
| 28        | Avvir Tham                        | Singapore               | 314,65 | 28        | Gick inte vidare | Gick inte vidare |
| 29        | Egor Lapin                        | Neutrala idrottare B    | 313,40 | 29        | Gick inte vidare | Gick inte vidare |
| 30        | Martynas Lisauskas                | Litauen                 | 311,25 | 30        | Gick inte vidare | Gick inte vidare |
| 31        | Alexandru Avasiloae               | Rumänien                | 310,25 | 31        | Gick inte vidare | Gick inte vidare |
| 32        | Yi Jae-gyeong                     | Sydkorea                | 308,00 | 32        | Gick inte vidare | Gick inte vidare |
| 33        | Lyle Yost                         | USA                     | 304,70 | 33        | Gick inte vidare | Gick inte vidare |
| 34        | Vyacheslav Kachanov               | Uzbekistan              | 302,40 | 34        | Gick inte vidare | Gick inte vidare |
| 35        | Theofilos Afthinos                | Grekland                | 296,60 | 35        | Gick inte vidare | Gick inte vidare |
| 36        | Luís Felipe Moura                 | Brasilien               | 294,90 | 36        | Gick inte vidare | Gick inte vidare |
| 37        | Elias Petersen                    | Sverige                 | 294,40 | 37        | Gick inte vidare | Gick inte vidare |
| 38        | Tornike Onikashvili               | Georgien                | 292,30 | 38        | Gick inte vidare | Gick inte vidare |
| 39        | Tazman Abramowicz                 | Kanada                  | 288,45 | 39        | Gick inte vidare | Gick inte vidare |
| 40        | Jonas Madsen                      | Danmark                 | 285,45 | 40        | Gick inte vidare | Gick inte vidare |
| 41        | Yong Rui Jie                      | Malaysia                | 283,90 | 41        | Gick inte vidare | Gick inte vidare |
| 42        | Sebastian Konecki                 | Litauen                 | 279,85 | 42        | Gick inte vidare | Gick inte vidare |
| 43        | Nazar Kozhanov                    | Kazakstan               | 276,70 | 43        | Gick inte vidare | Gick inte vidare |
| 44        | Nurqayyum Nazmi bin Mohamad Nazim | Malaysia                | 274,35 | 44        | Gick inte vidare | Gick inte vidare |
| 45        | Frandiel Gómez                    | Dominikanska republiken | 270,90 | 45        | Gick inte vidare | Gick inte vidare |
| 46        | Rafael Max                        | Brasilien               | 269,40 | 46        | Gick inte vidare | Gick inte vidare |
| 47        | Mikula Miočić                     | Kroatien                | 263,20 | 47        | Gick inte vidare | Gick inte vidare |
| 48        | Max Lee                           | Singapore               | 261,00 | 48        | Gick inte vidare | Gick inte vidare |
| 49        | David Ekdahl                      | Sverige                 | 257,25 | 49        | Gick inte vidare | Gick inte vidare |
| 50        | Curtis Yuen                       | Hongkong                | 257,00 | 50        | Gick inte vidare | Gick inte vidare |
| 51        | Chawanwat Juntaphadawon           | Thailand                | 254,50 | 51        | Gick inte vidare | Gick inte vidare |
| 52        | Benjamin Wilson                   | Australien              | 253,70 | 52        | Gick inte vidare | Gick inte vidare |
| 53        | Juan Travieso                     | Venezuela               | 251,00 | 53        | Gick inte vidare | Gick inte vidare |
| 54        | Aleksandre Tskhomelidze           | Georgien                | 248,40 | 54        | Gick inte vidare | Gick inte vidare |
| 55        | Sam Vajerhelabad                  | Iran                    | 242,85 | 55        | Gick inte vidare | Gick inte vidare |
| 56        | Surajit Rajbanshi                 | Indien                  | 238,80 | 56        | Gick inte vidare | Gick inte vidare |
| 57        | Robben Yiu                        | Hongkong                | 236,35 | 57        | Gick inte vidare | Gick inte vidare |
| 58        | Tsvetomir Ereminov                | Bulgarien               | 232,60 | 58        | Gick inte vidare | Gick inte vidare |
| 59        | Premson Yumnam                    | Indien                  | 219,15 | 59        | Gick inte vidare | Gick inte vidare |
| —         | Senri Ikuma                       | Japan                   | 0DNS0  | 0DNS0     | 0DNS0            | 0DNS0            |